# Santa Ana del Conde
Santa Ana del Conde, oficialmente Álvaro Obregón, es una localidad mexicana del municipio de León en Guanajuato. Con 3 823 habitantes, es la quinta localidad más poblada del municipio; forma parte de la zona metropolitana de León.

## Historia

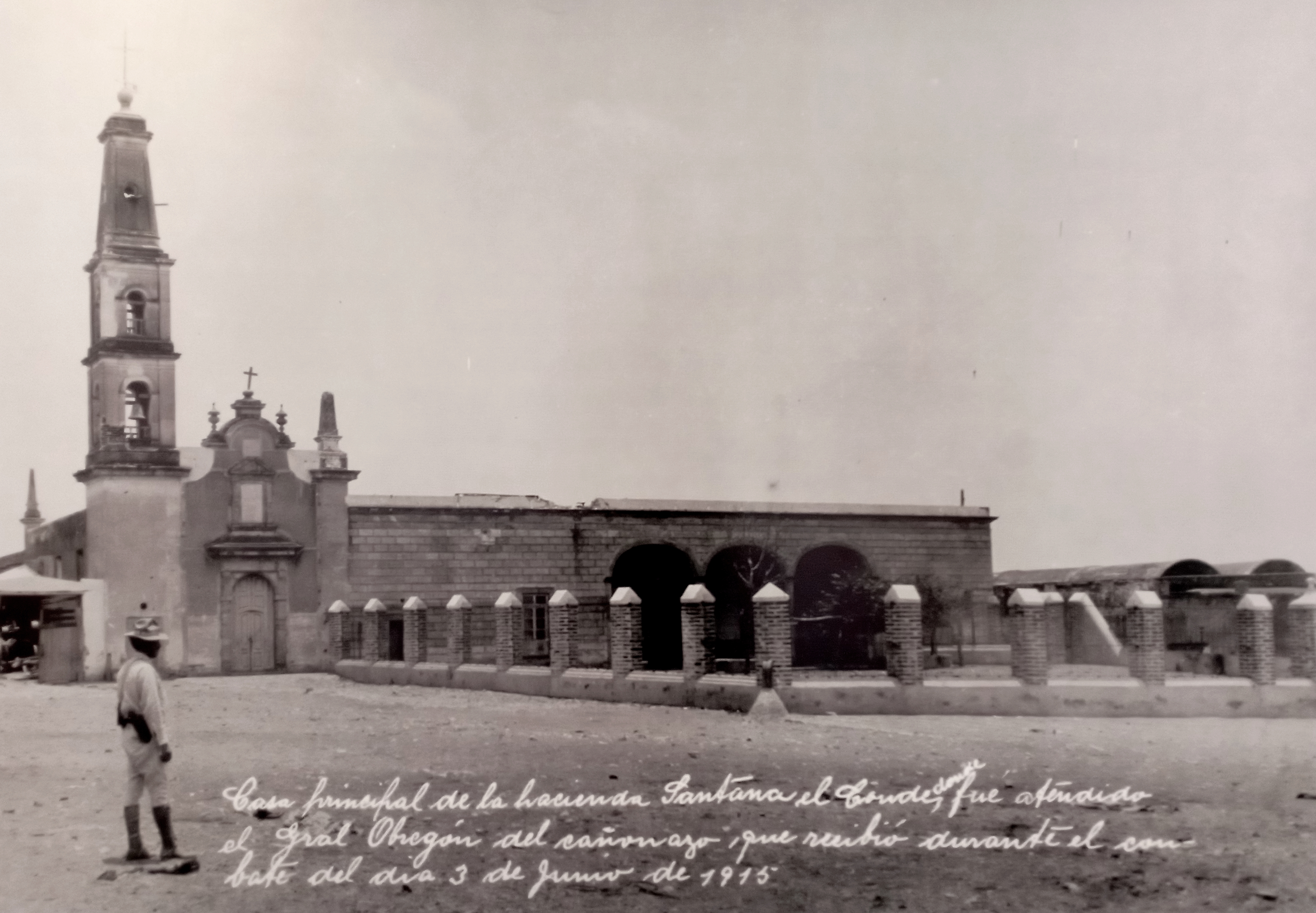
Hacienda de Santa Ana del Conde, 1915

Santa Ana del Conde tuvo su origen en una hacienda agrícola de la cual se desarrolló la población, el principal hecho histórico que ocurrió en ella fue la Batalla de Santa Ana del Conde entre las fuerzas villistas y constitucionalistas en la Revolución Mexicana y que fue una de la serie de grandes batallas libradas en el Bajío por las fuerzas de Francisco Villa y Álvaro Obregón y cuyo más importante enfrentamiento fue la Batalla de Celaya. En Santa Ana del Conde, el 3 de junio de 1915 se encontraba haciendo los preparativos para la batalla Álvaro Obregón, cuando la posición en que se encontraba recibió un sorpresivo ataque con granadas por parte de los villistas que hirió gravemente a Obregón y causó la pérdida de su brazo derecho.
En honorar a este hecho la población fue renombrada como Álvaro Obregón (Santa Ana del Conde) en 1980.

## Localización y demografía
Está ubicada a una altitud de 1,790 metros sobre el nivel del mar, la distancia que la separa de la ciudad de León es de aproximadamente 10 kilómetros al suroeste, su principal vía de comunicación es una carretera secundaria que lo comunica con la Carretera Federal 45 en las inmediaciones de León.
De acuerdo a los resultados del Conteo de Población y Vivienda de 2005 realizado por el Instituto Nacional de Estadística y Geografía, la población total de Santa Ana del Conde es de 3,022 personas, de las cuales 1,533 son hombres y 1,489 son mujeres.